# 910년

## 연호
- 후량(後梁) 개평(開平) 4년
- 후백제(後百濟) 정개(政開) 11년
- 태봉(泰封) 성책(武泰) 6년
- 일본(日本) 엔기(延喜) 10년
- 전촉(前蜀) 무성(武成) 3년
- 오월(吳越) 천보(天寶) 3년

## 기년
- 후량(後梁) 태조(太祖) 4년
- 요(遼) 태조(太祖) 4년
- 신라(新羅) 효공왕(孝恭王) 14년
- 후백제(後百濟) 견훤(甄萱) 19년
- 태봉(泰封) 궁예(弓裔) 16년
- 발해(渤海) 대인선(大諲譔) 5년